# 帕特·米漢
帕特·米漢（Pat Meehan；1955年10月20日—）是美國的一位政治人物。自2011年開始，他是賓夕法尼亞州第7選舉區選出的美國眾議院議員。他的黨籍是共和黨。在踏入政界之前，米漢是一位律師，擁有法學博士學位。米漢的政治生涯開始於1979年。